# Organisation freiwilliger Luftschutzhelfer

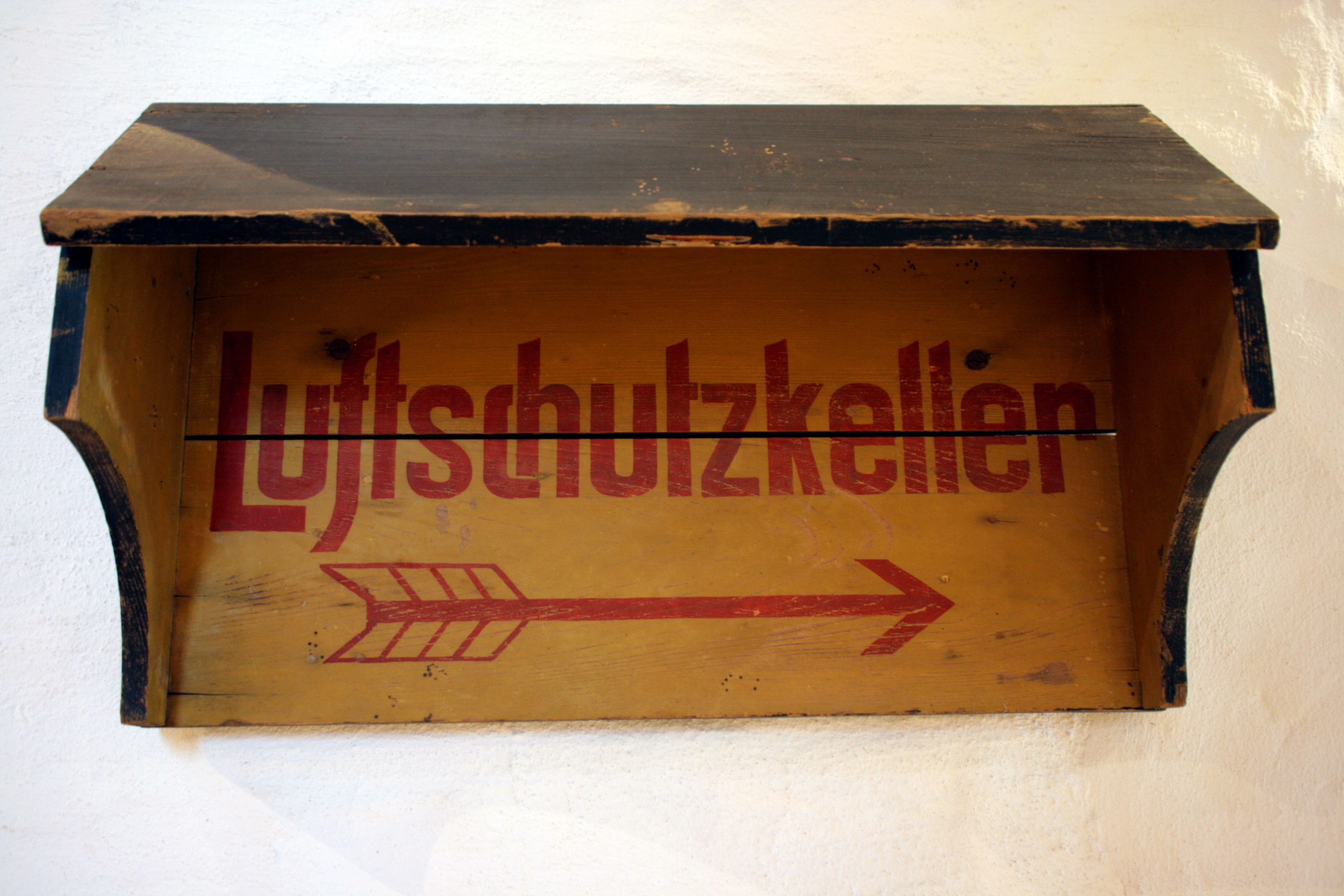
Für viele DDR-Bürger wohlbekannt, ein Hinweisschild zum „LSR“, dem Luftschutzraum oder „LSK“ Luftschutzkeller

Die Organisation freiwilliger Luftschutzhelfer (OfL) war eine Organisation der Deutschen Demokratischen Republik, die in ihrer Mehrzahl aus freiwilligen zivilen Helfern bestand, deren Ziel darin bestand, dem Willen der Bevölkerung Rechnung zu tragen, möglichen Angriffen imperialistischer Kräfte nicht schutzlos gegenüberzustehen. Ihre Gründung erfolgte am 11. Februar 1958. Sie war somit ein Pendant zu den freiwilligen Helfern der Volkspolizei und den freiwilligen Helfern der Grenztruppen. Sie ging bis 1978 vollständig in der Zivilverteidigung der DDR auf und kann damit teilweise als Vorläufer des heutigen THW angesehen werden.

## Entstehung und Aufgaben
Die OfL vereinigte in ihren Reihen all jene freiwilligen Bürger der DDR, die das 14. Lebensjahr vollendet hatten und bereit waren, aktiv bei der Lösung der Aufgaben des Luftschutzes und damit an der Erhöhung der Verteidigungsfähigkeit der Arbeiter-und-Bauern-Macht teilzuhaben. Die Eingangsworte ihrer Verordnung lauteten:

„Der aktive Kampf um den Frieden, die Ächtung aller Massenvernichtungswaffen und eine allgemeine Abrüstung ist und bleibt die Forderung der Regierung der Deutschen Demokratischen Republik. Die durch die imperialistischen Kriegstreiber, vor allem durch den deutschen Militarismus erneut heraufbeschworene Gefahr eines neuen Krieges zwingt jedoch dazu, die Verteidigungsfähigkeit der Deutschen Demokratischen Republik ständig zu erhöhen. Dazu gehört auch der Aufbau eines Luftschutzes. Der Luftschutz ist jedoch nur dann wirksam, wenn die Bevölkerung die staatlichen Luftschutzmaßnahmen aktiv unterstützt, über die Gefahren und das Verhalten bei möglichen Angriffen imperialistischer Kräfte aus der Luft aufgeklärt ist und organisiert alle Vorbereitungen zum Schutze der eigenen Person, ihres Eigentums und der für die Befriedigung ihrer Lebensbedürfnisse wichtiger Einrichtungen trifft. Mit der Bildung einer Organisation freiwilliger Luftschutzhelfer schafft die Regierung die Voraussetzung, diese Aufgabe zu verwirklichen und trägt damit den Willen der Bevölkerung Rechnung, möglichen Angriffen imperialistischer Kräfte aus der Luft nicht schutzlos gegenüberzustehen.“

Rechtsgrundlage für alle weiteren Verordnungen war das „Gesetz über den Luftschutz in der Deutschen Demokratischen Republik“ vom 11. Februar 1958, in dessen Paragraphen zwei und drei ausdrücklich die Mitarbeit der Bevölkerung im Luftschutz freiwillig erfolgen konnte. Und zwar für den Zweck:
- zum Schutz der eigenen Person, der Wohnstätten und des Eigentums vor den Folgen von Angriffen aus der Luft im Selbstschutz,
- zum Schutz der Werke, Betriebe und anderen volkswirtschaftlichen wichtigen Einrichtungen im Betriebsluftschutz und
- zur Durchführung vorbeugender Maßnahmen entsprechend den Erfordernissen des modernen Luftschutzes sowie zur Bekämpfung und Behebung von Katastrophen in den Diensten des Luftschutzes, die auf der Grundlage der staatlichen Organe und ihrer Einrichtungen zum örtlichen und überörtlichen Einsatz gebildet wurden.

Im Wesentlichen hatte die OfL dabei folgende Aufgaben: Sie hatte die Bevölkerung über die Gefahren und das Verhalten bei möglichen Luftangriffen aufzuklären, sie dementsprechend zu schulen, den Selbstschutz zu organisieren und somit zur Erhöhung der Verteidigungsfähigkeit der DDR beizutragen. Dabei unterstützte sie die Leiter des Luftschutzes der Kreise, Städte und Gemeinden sowie die Leiter des Luftschutzes der Betriebe bei der Durchführung ihrer Aufgaben im Luftschutz. Ihre Tätigkeit übte die OfL dabei in den Kreisen, Städten, Stadtbezirken und Gemeinden vor Ort aus und stand unter Anleitung und Führung des Ministeriums des Innern der DDR. Diese wiederum hatten dafür Sorge zu tragen, dass die OfL eine einheitliche Struktur bekam, ihre Arbeitsweisen optimieren konnten und für eine straffe Disziplin zu sorgen.

## Einstellungsvoraussetzungen / Schulung / Mitgliedschaft
Wie bereits erwähnt, konnte jeder Bürger der DDR, welcher das 14. Lebensjahr vollendet hatte, freiwilliger Helfer der OfL werden. Einzig konkrete Einstellungsvoraussetzung war, dass die Mitglieder zur Durchführung ihrer Aufgaben ein hohes politisches und fachliches Wissen aufzuzeigen hatten. Das Ministerium des Innern war auch mit der Schulung der Mitglieder der OfL betraut und stellte entsprechende Schulungsunterlagen zur Verfügung. Entsprechend der angestrebten Schulung konnten die freiwilligen Helfer der OfL auf folgenden Gebieten geschult und eingesetzt werden:
- Aufklärer
- Lehrer
- Ausbilder
- Organisatoren und
- Leiter des Selbstschutzes der Bevölkerung[5]

Die Mitgliedschaft in der OfL war für die freiwilligen Helfer beitragsfrei, wobei die Mitgliedschaft während der Zeit in der Nationalen Volksarmee nur ruhte. Die Aufnahme erfolgte in der Regel nach Abgabe einer schriftlichen Beitrittserklärung, wobei die letztendliche Entscheidung über die Aufnahme beim zuständigen Komitee lag. Zur Legitimation erhielten alle Helfer der OfL einen Ausweis, der bei Ausscheiden wieder zurückzugeben war. Die Beendigung der Mitgliedschaft geschah entweder durch Austritt, Ausschluss oder Tod.

## Einsatzbereiche
Der Einsatz der freiwilligen Luftschutzhelfer erfolgten vorwiegend in Wohnblöcken, wichtigen Betrieben, öffentlichen Gebäuden und Einrichtungen wie Bahnhöfen. Die Helfer wurden hierzu in Gruppen freiwilliger Helfer gegliedert. An ihrer Spitze stand je eine Luftschutzleitung. Die Leiter des Luftschutzes der Bezirke und der Kreise und Städte hatten die Gruppen der OfL in ihrem jeweiligen Bereich bei der Bewältigung ihrer Aufgabe maßgeblich zu unterstützen, aber auch zu kontrollieren. Dabei stützte sich die OfL bei ihrer Tätigkeit auf die Ausschüsse der/des
- Nationalen Front
- FDGB
- Freien Deutschen Jugend
- Demokratischen Frauenbund Deutschlands

sowie in enger Zusammenarbeit mit der Gesellschaft für Sport und Technik, des Deutschen Roten Kreuzes der DDR und der Freiwilligen Feuerwehren zur Verbreitung wissenschaftlicher Kenntnisse.

## Auszeichnungen
Im Übrigen konnten die Mitglieder der OfL für ihre Verdienste zum Schutz der Bevölkerung, des Eigentums und deren Einrichtungen ausgezeichnet werden.

## Rechte und Pflichten
| Pflichten der Mitglieder der OfL | Rechte der Mitglieder der OfL |
| --- | --- |
| - aktive und pflichtbewusste Erfüllung der festgelegten Aufgaben der Organisation freiwilliger Luftschutzhelfer sowie die Mitwirkung in Organisationsaufträgen - Diszipliniertes Auftreten - Aneignung der erforderlichen Kenntnisse und deren Vertiefung und Erweiterung - alle Schulungs- und Ausbildungsgeräte sowie Materialien zu schützen, zu pflegen und Missbrauch zu verhindern - bei Verlegung des eigenen Wohnsitzes beim zuständigen Komitee ab- bzw. anmelden - Verschwiegenheit, auch nach Ausscheiden zu bewahren | - alle gegebenen Möglichkeiten der Schulung und Ausbildung zu nutzen und auf Schulen und Lehrgänge delegiert zu werden - eine den eigenen Fähigkeiten entsprechende Aufgabe in der OfL zu übernehmen - Verbesserungsvorschläge einzubringen - Anhörung durch das Komitee im Falle eines Ausschlusses - Versicherungsschutz - Erstattung des Lohnausfalles, der dem OfL-Mitglied aufgrund seiner Ausübung für die OfL entsteht - Schadensersatz für persönliche Sachen, die infolge der Aufgaben für das OfL beeinträchtigt oder verloren gingen |

## Leitungsorgane
Die Leitungsorgane der OfL waren:
- die Kreiskomitees für die Landkreise
- die Stadtkomitees für die Stadtkreise und kreisangehörigen Städte
- die Stadtbezirkskomitees für die Stadtbezirke der Großstädte
- die Ortskomitees für die Gemeinden
- die Abschnittskomitees, die bei Städten von mehr als zehn Wohnbezirken und unter Beachtung der örtlichen Bedingungen zu bilden waren und fünf bis zehn Wohnbezirke umfassen sollte
- die Wohnbezirkskomitees, die in Städten mit mehrerer Wohnbezirken unter Beachtung der örtlichen Bedingungen, in der Regel auf der Grundlage der Wohnbezirke der Nationalen Front[17]

Die Leitungsorgane setzten sich dagegen aus dem Leiter des Komitees, seinem Stellvertreter für politische Arbeit, seinem Stellvertreter für die Organisation des Selbstschutzes der Bevölkerung, dem Stellvertreter für die Ausbildung und Schulung sowie weiteren bis zu sieben Mitgliedern zusammen. Die Aufgabe der Kreis-, Stadt- und Stadtbezirkskomitees bestand in der:
- Anleitung und Unterstützung zur Aufklärung und Gewinnung der Bevölkerung für die Mitarbeit beim OfL durch Erfahrungsaustausche, Vermittlung geeigneter Referenten, Öffentlichkeitsarbeit usw.
- Anleitung und Unterstützung bei der Organisierung des Selbstschutzes der Bevölkerung
- Ausbildung und Schulung der Mitglieder der Organisation durch Abend- und Wochenendschulungen, Vortragsabende usw. und Ausarbeitung derartiger Ausbildungs- und Schulungspläne

Die Orts-, Abschnitts- und Wohnbezirkskomitees hatten ähnliche Aufgaben zu erfüllen, primär die Gewinnung neuer Mitglieder, auch für die Führungsriege. Darüber hinaus betrieben sie Aufklärungsarbeit, Schulungen, Probe- und Einsatzübungen usw.

## Auflösung
Vor dem Hintergrund der massiven Erhöhung der Massenvernichtungswaffen, wie die der Kernwaffen ab Mitte der 1960er Jahre, war die Verordnung der OfL schon bald überholt. Es war der Anfang der Zivilverteidigung der DDR und der Anfang vom Ende der OfL. Von 1970 bis 1978 gingen mehr und mehr Aufgaben des Luftschutzes nun in das neue Gesetz zur Zivilverteidigung der DDR über, die bald das gesamte Aufgabenspektrum der OfL übernahm.